# Европско првенство у атлетици у дворани 1971 — 800 метара за жене
Такмичење у дисциплини трка на 800 метара у женској конкуренцији на другом Европском првенству у атлетици у дворани 1971. одржано је у Фестивалској дворани у Софији 13. марта квалификације и 14. марта финале.
Титулу освојену у Бечу 1970. није бранила Марија Сикора из Аустрије.

## Земље учеснице
Учествовало је 14 такмичара из 11 земаља.
- Бугарска (2)
- Чехословачка  (1)
- Француска  (1)
- Ирска (1)
- Италија (1)
- Мађарска (2)
- Румунија (1)
- Совјетски Савез (1)
- Шпанија (1)
- Уједињено Краљевство (1)
- Западна Немачка (3)

## Рекорди
Извор:
| Рекорди пре почетка Европског првенства у дворани 1971.     | Рекорди пре почетка Европског првенства у дворани 1971. | Рекорди пре почетка Европског првенства у дворани 1971. | Рекорди пре почетка Европског првенства у дворани 1971. | Рекорди пре почетка Европског првенства у дворани 1971. | Рекорди пре почетка Европског првенства у дворани 1971. |
| ----------------------------------------------------------- | ------------------------------------------------------- | ------------------------------------------------------- | ------------------------------------------------------- | ------------------------------------------------------- | ------------------------------------------------------- |
| Светски рекорд                                              | Хилдегард Фалк                                          | Западна Немачка                                         | 2:03,3                                                  | Кил, Западна Немачка                                    | 27. фебруар 1971.                                       |
| Европски рекорд                                             | Хилдегард Фалк                                          | Западна Немачка                                         | 2:03,3                                                  | Кил, Западна Немачка                                    | 27. фебруар 1971.                                       |
| Рекорди европских првенстава                                | Марија Сикора                                           | Аустрија                                                | 2:07,0                                                  | Беч Аустрија                                            | 15. март 1970                                           |
| Рекорди после завршеног Европског првенства у дворани 1971. |                                                         |                                                         |                                                         |                                                         |                                                         |
| Рекорди европских првенстава                                | Илеана Силаи                                            | Румунија                                                | 2:06,0                                                  | Софија Бугарска                                         | 14. март 1970                                           |

## Освајачице медаља
|                                |                       |                                       |
| Хилдегард Фалк Западна Немачка | Илеана Силаи Румунија | Розмари Стирлинг Уједињено Краљевство |

## Резултати
У квалификацијама такмичарке су били подељени у три групе:прва од 4 а друга и трећа по 5 атлетичарки. У финале су се квалификовала по две првопласиране из све три групе (КВ).

### Квалификације
| Пласман | Група | Атлетичар           | Националност         | Време  | Белешка     |
| ------- | ----- | ------------------- | -------------------- | ------ | ----------- |
| 1.      | 1     | Илеана Силаи        | Румунија             | 2:06,0 | КВ, РЕПд,НР |
| 2.      | 1     | Хилдегард Фалк      | Западна Немачка      | 2:16,1 | КВ          |
| 3.      | 1     | Клер Велш           | Ирска                | 2:07,4 | ЛРд         |
| 4.      | 3     | Надежда Колесникова | Совјетски Савез      | 2:07,9 | КВ          |
| 5.      | 1     | Магдолна Кулчар     | Мађарска             | 2:08,4 |             |
| 6.      | 3     | Розмари Стирлинг    | Уједињено Краљевство | 2:08,8 | КВ          |
| 7.      | 2     | Доната Говони       | Италија              | 2:09,2 | КВ, ЛРд     |
| 8.      | 2     | Колет Бесон         | Француска            | 2:10,2 | КВ, ЛРд     |
| 9.      | 1     | Розмери Клуте       | Западна Немачка      | 2:10,6 |             |
| 10.     | 2     | Марија Фуентес      | Шпанија              | 2:10,6 |             |
| 11.     | 2     | Марија Отова        | Чехословачка         | 2:11,0 | ЛРд         |
| 12.     | 1     | Весела Ташева       | Бугарска             | 2:11,1 | ЛРд         |
| 13.     | 2     | Dzhena Bineva       | Бугарска             | 2:12,1 | ЛРд         |
| 14.     | 2     | Хеленоре Хајн       | Западна Немачка      | 2:12,7 | ЛРд         |

### Финале
Извор:
| Пласман | Атлетичар           | Земља                | Резултат | Белешка |
| ------- | ------------------- | -------------------- | -------- | ------- |
|         | Хилдегард Фалк      | Западна Немачка      | 2:06,1   |         |
|         | Илеана Силаи        | Румунија             | 2:06,5   |         |
|         | Розмари Стирлинг    | Уједињено Краљевство | 2:06,6   | ЛРСд    |
| 4.      | Колет Бесон         | Француска            | 2:07,5   | ЛРСд    |
| 5.      | Надежда Колесникова | Совјетски Савез      | 2:08,1   |         |
| 6.      | Доната Говони       | Италија              | 2:09,2   | ЛРСд    |

## Укупни биланс медаља у трци на 800 метара за жене после 2. Европског првенства у дворани 1970—1971.
|    | Земља                |   |   |   |   |
| -- | -------------------- | - | - | - | - |
| 1. | Аустрија             | 1 | 0 | 0 | 1 |
| 1. | Западна Немачка      | 1 | 0 | 0 | 1 |
| 3. | Румунија             | 0 | 1 | 0 | 1 |
| 3. | Совјетски Савез      | 0 | 1 | 0 | 1 |
| 5, | Уједињено Краљевство | 0 | 0 | 1 | 1 |
| 5, | Пољска               | 0 | 0 | 1 | 1 |
|    | Укупно {6}           | 2 | 2 | 2 | 6 |

|                                        | Атлетичар                              | Земља                                  |                                        |                                        |                                        |                                        |
| Није било вишеструких освајача медаља. | Није било вишеструких освајача медаља. | Није било вишеструких освајача медаља. | Није било вишеструких освајача медаља. | Није било вишеструких освајача медаља. | Није било вишеструких освајача медаља. | Није било вишеструких освајача медаља. |
| -------------------------------------- | -------------------------------------- | -------------------------------------- | -------------------------------------- | -------------------------------------- | -------------------------------------- | -------------------------------------- |